# Semiothisa interrupta
Semiothisa interrupta là một loài bướm đêm trong họ Geometridae.